# Miroľa
Miroľa (ungarisch Mérfalva – bis 1902 Mirolya) ist eine Gemeinde im Bezirk Svidník in der Nordostslowakei.
Die kleine Gemeinde Miroľa, etwa sechs Kilometer von der Grenze zu Polen entfernt, liegt im Bereich zwischen den Gebirgszügen Ondavská vrchovina (Ondauer Bergland) und Laborecká vrchovina (Labortzer Bergland), beides Teile der östlichen Niederen Beskiden. Nahe der Quelle eines Nebenflusses der Chotčianka gelegen, die in Stropkov in die obere Ondava fließt, befindet sich das Dorf nur wenig unterhalb eines Passes, der in Richtung Norden in das Tal der Ladomirka und zum Duklapass führt. Die höchste Erhebung im unmittelbaren Umfeld der Gemeinde ist der Lesky mit 660 Metern über dem Meer.
Die in Nord-Süd-Richtung verlaufende Hauptstraße durch Miroľa führt von Bodružal über einen 400 m hoch gelegenen Pass und folgt in Richtung Süden dem Flusstal nach Pstriná und Staškovce. Die Städte Svidník und Stropkov sind jeweils 20 Kilometer von Miroľa entfernt.
Umgeben wird Miroľa von den Nachbargemeinden Bodružal im Norden, Príkra im Nordosten, Vladiča im Osten und Südosten, Pstriná im Süden sowie Kožuchovce im Westen.
1572 wurde der Ort erstmals in einer Urkunde genannt. Neben einer kleinen Griechisch-katholischen Kirche ist vor allem die Holzkirche des Schutzes der Gottesmutter sehenswert. Die Ikonostase der 1770 erbauten Orthodoxen Kirche ist nach genauen ikonographischen Prinzipien gestaltet. Zu den Ikonenmotiven gehören volkstümliche Szenen mit Hirten und Frauen in Trachten.

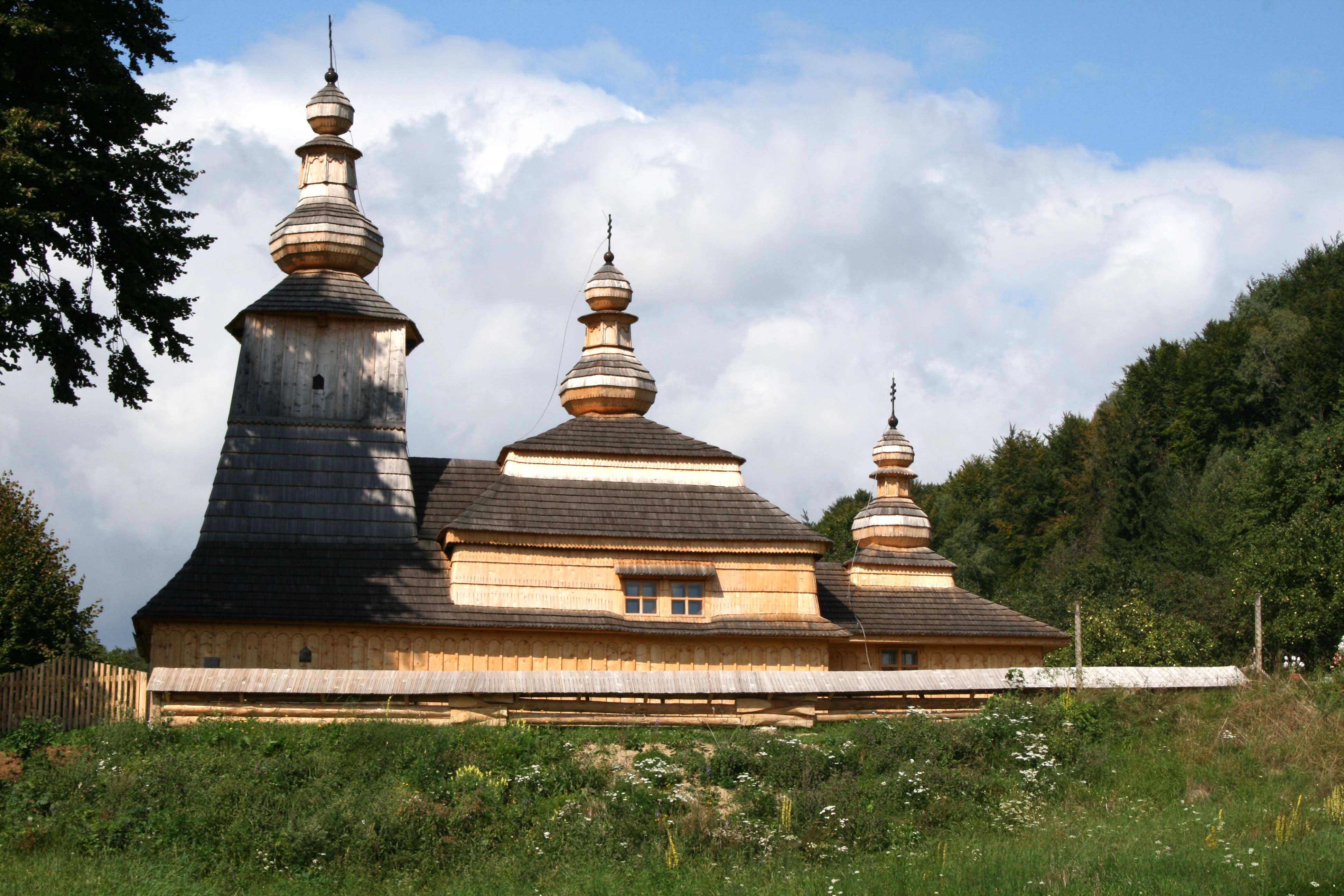
(Orthodoxe) Holzkirche in Miroľa
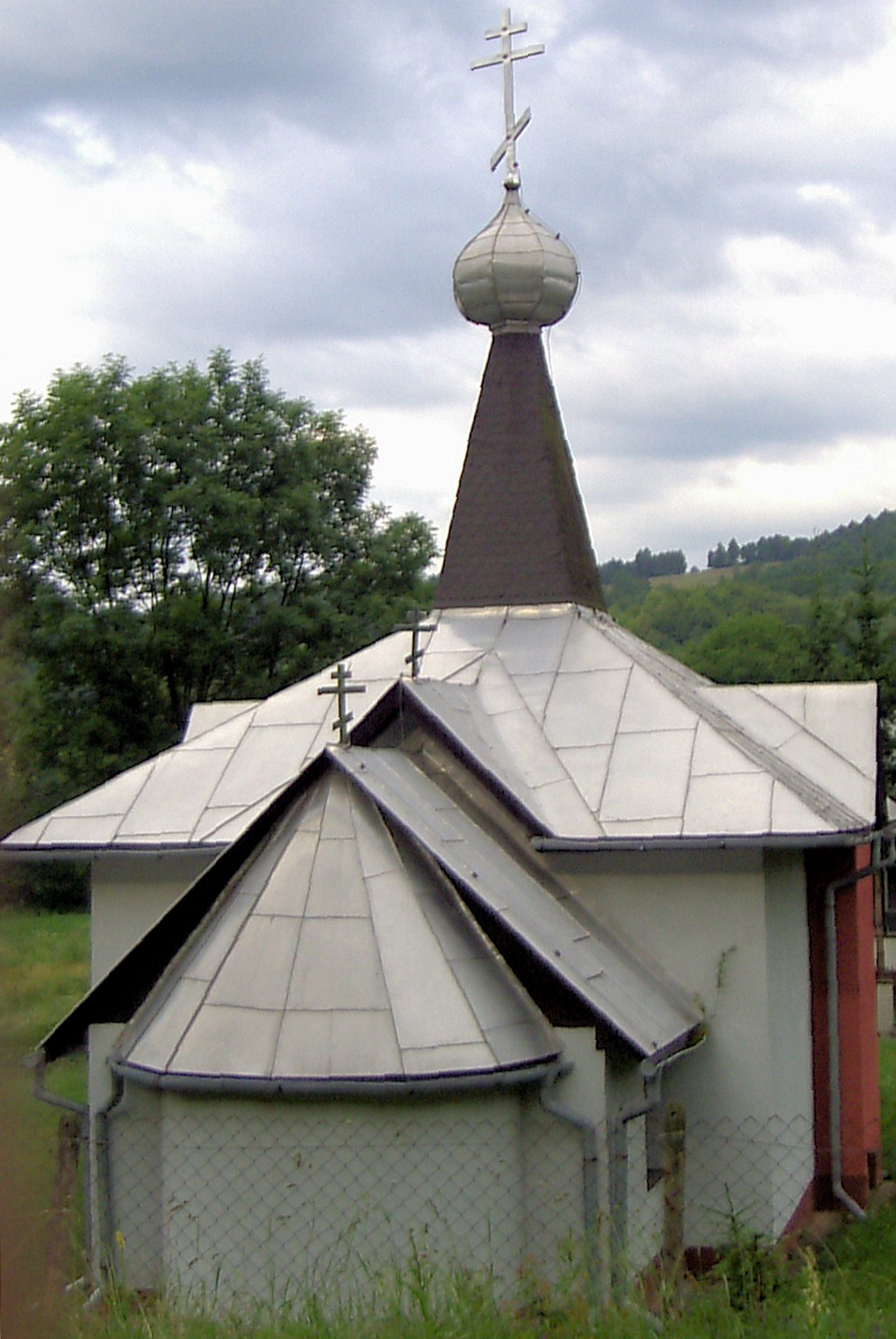
Orthodoxe Kirche in Miroľa

## Bevölkerung
| Jahr                | 1994 | 2004     | 2014     | 2024     |
| ------------------- | ---- | -------- | -------- | -------- |
| Anzahl der Personen | 89   | 73       | 63       | 50       |
| Unterschied         |      | −17,97 % | −13,69 % | −20,63 % |

| Jahr                | 2023 | 2024 |
| ------------------- | ---- | ---- |
| Anzahl der Personen | 50   | 50   |
| Unterschied         |      | +0 % |

Die Einwohnerzahl verringerte sich in den letzten Jahren (1991: 119 Einwohner; 2001: 85 Einwohner). Die Bevölkerung Miroľas besteht zu 78 % aus Slowaken, 20 % der Bewohner sind Russinen. 51 % der Einwohner gaben als Konfession Griechisch-katholisch an, ca. 47 % bekennen sich zur Orthodoxen Kirche.

## Belege
1. ↑  Hustota obyvateľstva - obce [om7014rr_obc=AREAS_SK, v_om7014rr_ukaz=Rozloha (Štvorcový meter)]. Statistical Office of the Slovak Republic, 31. März 2025, abgerufen am 31. März 2025 (slowakisch).
2. ↑  Počet obyvateľov podľa pohlavia - obce (ročne) [om7101rr_obce=AREAS_SK]. Statistical Office of the Slovak Republic, 31. März 2025, abgerufen am 31. März 2025 (slowakisch).
3. 1 2  Počet obyvateľov podľa pohlavia - obce (ročne) [om7101rr_obce=AREAS_SK]. Statistical Office of the Slovak Republic, 31. März 2025, abgerufen am 31. März 2025 (slowakisch).
4. ↑  Statistikportal MOŠ (Seite nicht mehr abrufbar, festgestellt im Mai 2019. Suche in Webarchiven)  Info: Der Link wurde automatisch als defekt markiert. Bitte prüfe den Link gemäß Anleitung und entferne dann diesen Hinweis.